# Packard Station Sedan
Der Packard Station Sedan war ein „Kombi“, der von 1948 bis 1950 von der Packard Motor Car Company in Detroit hergestellt wurde. Der Station Sedan war ein Modell der Standard Eight Baureihe mit sechs Sitzplätzen. Durch dieses Modell hatte Packard einen Wagen mit den Attributen eines Kombis, konnte sich aber die hohen Entwicklungskosten eines eigenen Kombiprogramms sparen. Der Verkaufspreis begann 1948 bei 3350 USD und stieg bis 1950 auf 3449 USD. Die Fahrzeuge dieser Modellreihe waren ausschließlich mit einem 8-Zylinder-Reihenmotor erhältlich. Der Ottomotor hatte einen Hubraum 4719 cm3 (288 in3) mit 130 SAE-PS bei 3600 min−1 und eine Verdichtung von 7 : 1. Ab November 1949 gab es ein 3-stufiges Automatikgetriebe („Ultramatic“).
Der Station Sedan hatte eine Kombination aus Stahlrahmen, stählernen Karosserieteilen und tragenden Holzteilen, was ihm das Aussehen eines „Woodie“-Kombis gab. Anders als die anderen Woodies dieser Zeit mit hölzernen Aufbauten auf ihren Fahrgestellen hatte der Station Sedan einen Hilfsrahmen aus Stahl und Türen mit Stahlrahmen, auf die Hartholzpaneele geschraubt wurden. Die einzige Holztür des ganzen Fahrzeugs ist die Hecktür. Die Gesamtlänge des Wagens betrug 5197 mm (204,6 in) bei einem Radstand von 3048 mm (120 in). In seinen drei Produktionsjahren wurden nur wenige Veränderungen an Technik und Karosserie vorgenommen. Einzig 1949 bekamen die Fahrzeuge verchromte Stoßfänger und größere Rückfenster.

Sowohl die Limousine als auch der Kombi hatten nur begrenzten Erfolg und wurde im Modelljahr 1951 nicht mehr hergestellt. Erst 1957 baute Packard mit dem Country Sedan wieder einen Kombi.

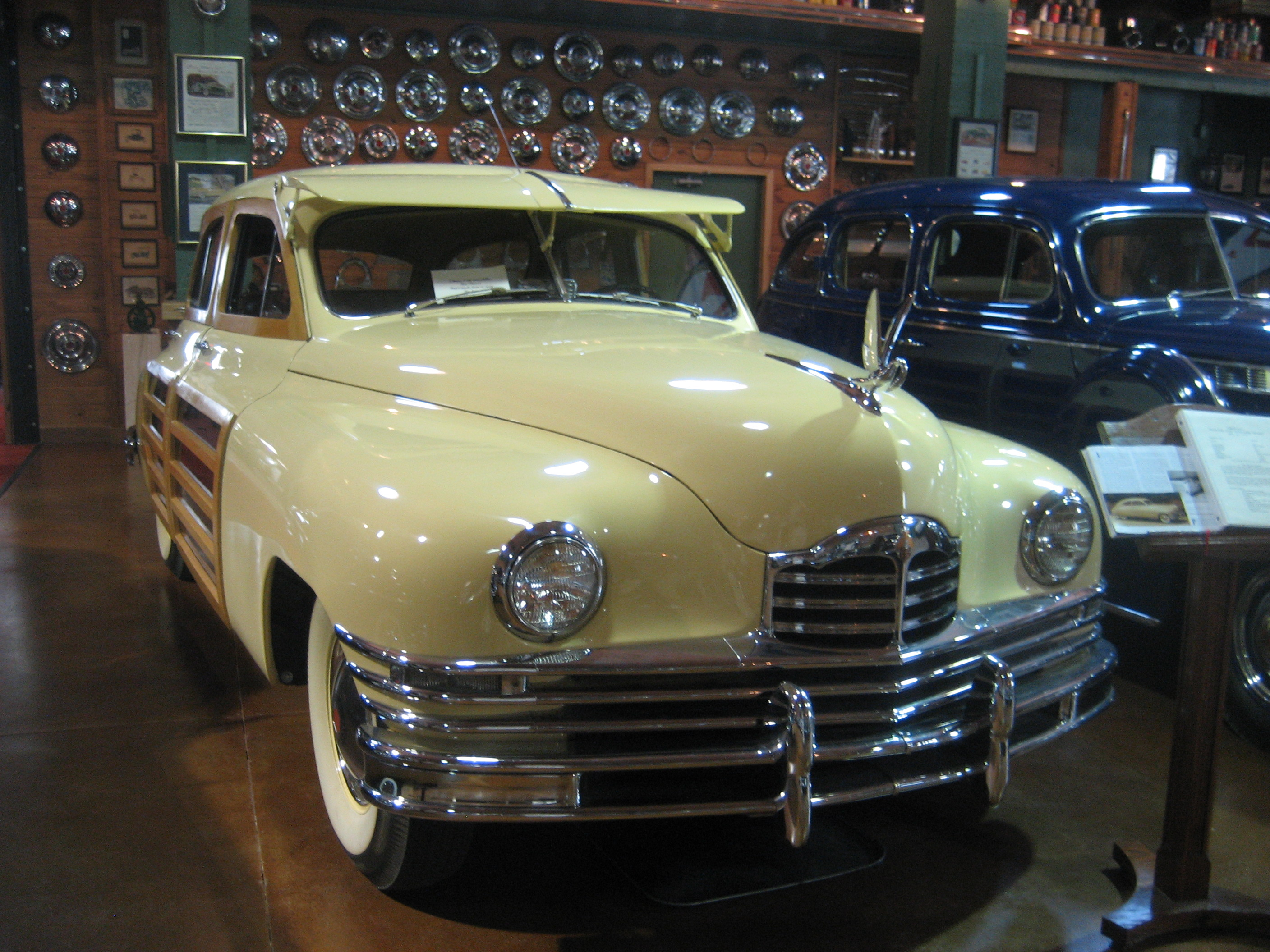
Frontansicht
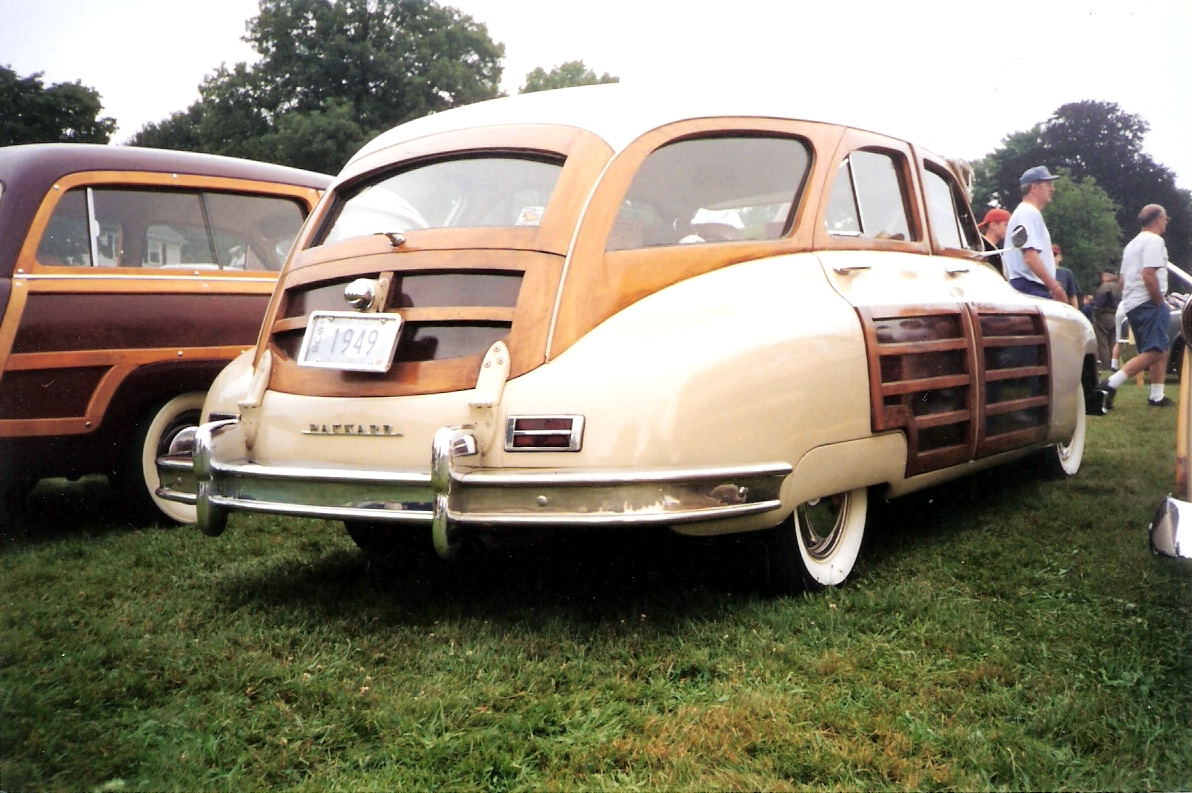
Heckansicht
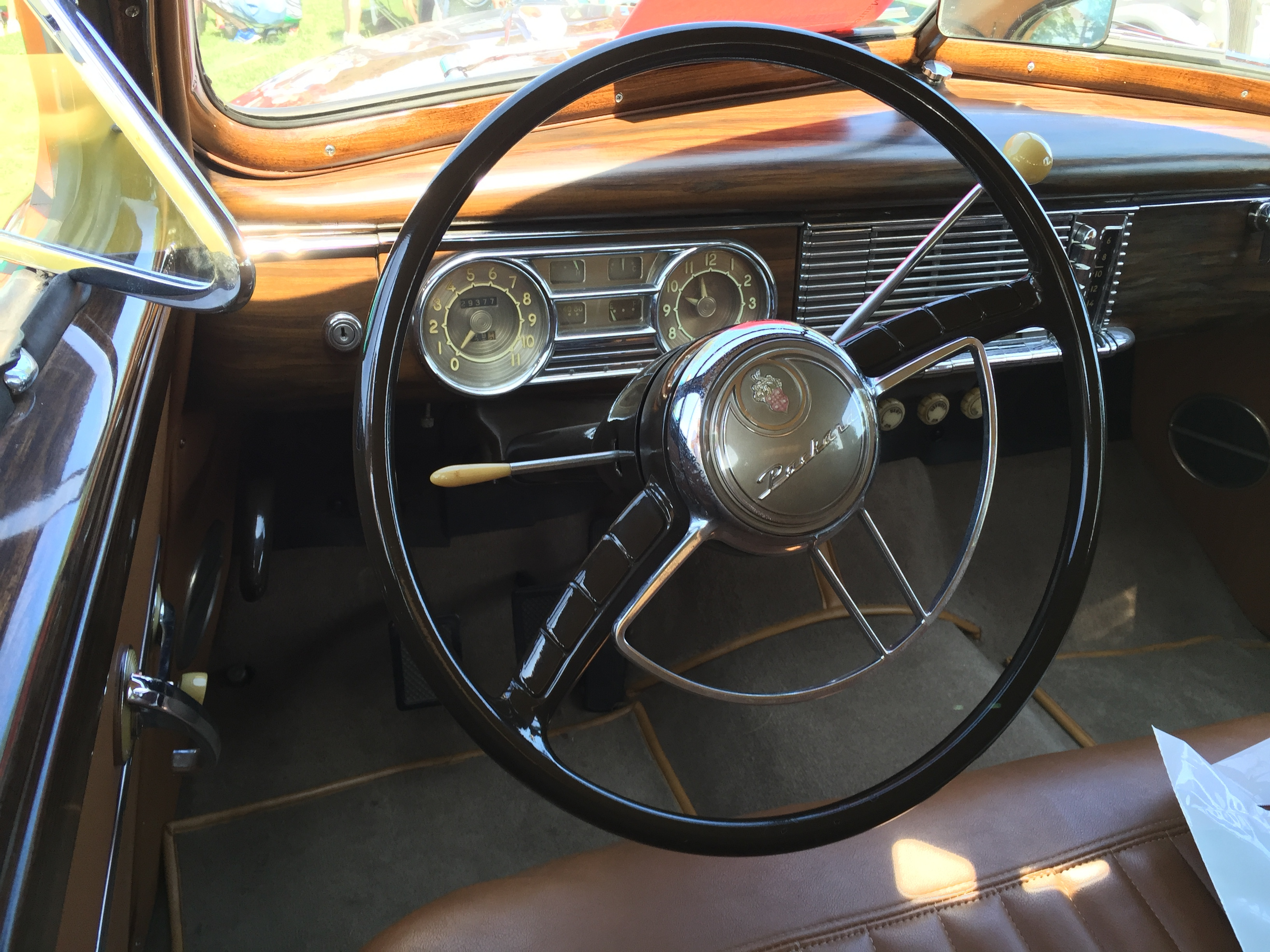
Innenraum
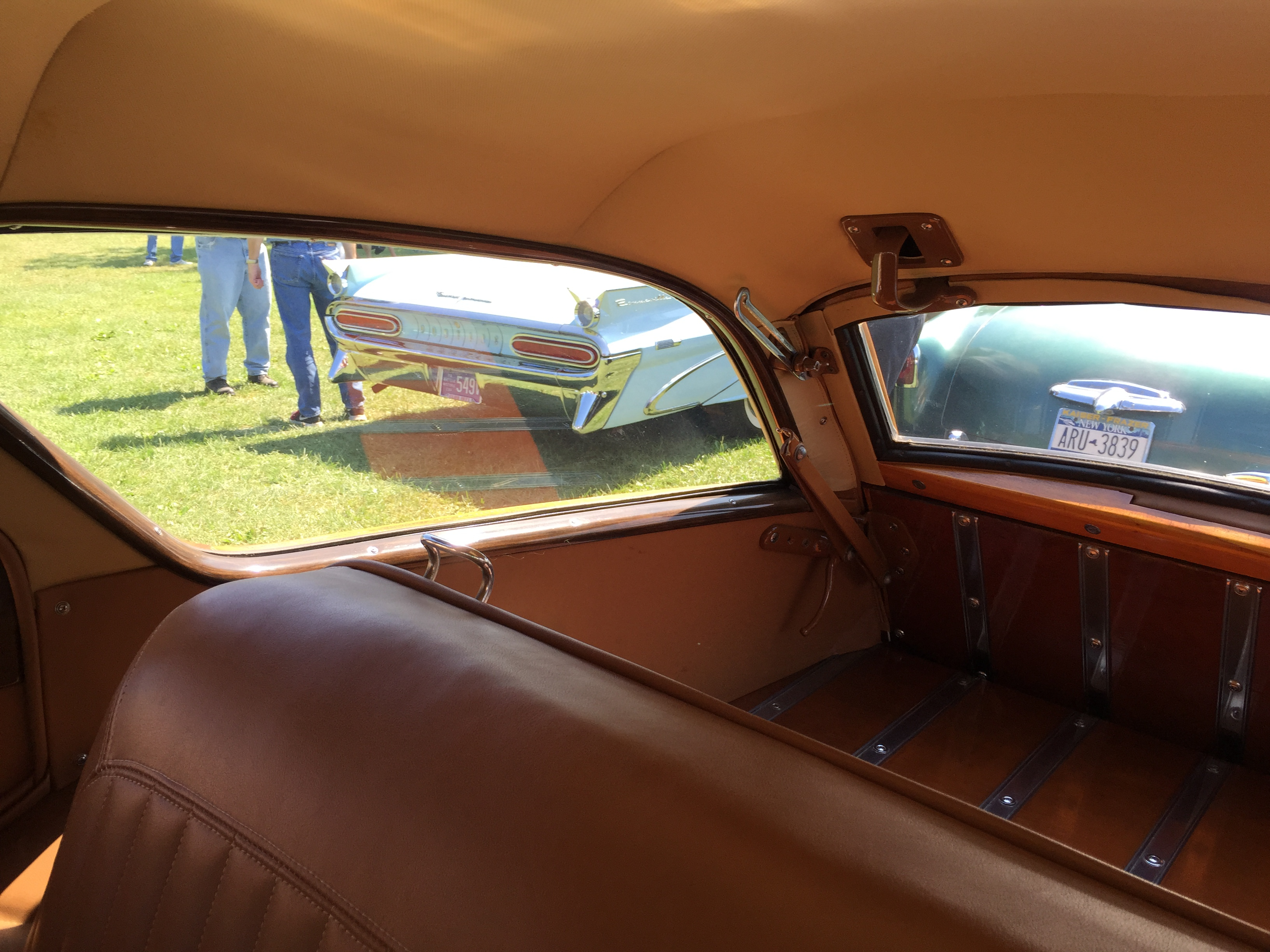
Kofferraum